# Aston Martin DB4
DB4 je sportovní automobil prodávaný britskou automobilkou Aston Martin během let 1958 až 1963. Sériové provedení kupé Aston Martin DB4 se představilo v roce 1958 na London Motor Show v Earls Court.

## Vývoj
Vývoj Aston Martin DB4 byl zahájen v roce 1954. Klíčovými osobnostmi vývoje byli hlavní manažer John Wyer, konstruktér podvozku Harold Beach a tvůrce motoru Tadek Marek. Lehkou čtyřmístnou hliníkovou karoserii navrhlo italské designérské studio Carrozzeria Touring. Elegantní linie vytvořil Federico Formenti. Využilo přitom svůj systém Superleggera, u kterého jsou hliníkové panely upevněny na trubkový rám, spojený s pevnou ocelovou plošinou. Ačkoliv design karoserie a konstrukce podvozku pocházely z Itálie, vyráběl se Aston Martin DB4 v továrně Newport Pagnell ,s výjimkou několika prototypů, ležící v anglickém hrabství Buckinghamshire. Bylo postaveno několik prototypů, z nichž jeden později používala manželka Davida Browna a jeden, nazvaný Works Prototype už měl karoserii Touring bez nárazníků a s kapkovými kryty světlometů. Při vývoji bylo nutné vypořádat se s řadou problémů, např. s přehříváním nového motoru. 

## Konstrukce
Dostal řadový šestiválec, DOHC, 3670 ccm, 240 bhp, na přání od 4. série motor Vantage 266 bhp s vyšším kompresním poměrem a třemi karburátory, na přání od 3. série motor GT, 302 bhp, se třemi karburátory Weber. Blok i hlavou válců měl z lehké slitiny. Kotoučové brzdy na všech kolech, zavěšení předních kol podle návrhu W.O.Bentley – Lagonda, zadních kol identické typu DB2 podle návrhu Claude Hilla. Karosérie z lehkých slitin podle návrhu karosárny Touring, Itálie. Hliníkové panely montované na trubkovou konstrukci na masivní podlahové plošině. Na přání automatická převodovka Borg Warner (od 4. série). Podvozek DB4 měl nezávislé zavěšení předních kol na dvojitých příčných ramenech a zadní tuhou nápravu s podélnými rameny a Wattovým přímovodem. Pérování zajišťovaly vinuté pružiny, teleskopické tlumiče a stabilizátory. Vůz měl kapalinové kotoučové brzdy Girling s posilovačem. 

## Série
Aston Martin Owners's  Club (AMOC) rozdělil tento vůz do 5 sérií pro snadnější identifikaci:
- Series 1 identifikovatelná podle zavěšení přední kapoty vzadu, prvních 50 vozů navíc nemělo chromované rámy oken a přední nárazník nebyl opatřen svislými členy. Celkem bylo vyrobeno 150 vozů této série.
- Series 2 měla přední kapotu již zavěšenu vpředu, vozy mohly být na přání vybaveny rychloběhem. Celkem vyrobeno 350 vozů této série.
- Series 3 se odlišovala mj. jiným provedením zadních světel, pěti (namísto tří) odmlžovacími výdechy. Tři vozy byly vybaveny motorem GT, prvních 55 bylo standardně vybaveno olejovým chladičem.
- Series 4 je okamžitě identifikovatelná maskou, doplněnou sedmi svislými mřížkami, a mělčím nasávacím otvorem na přední kapotě. Většina vozů s motorem Vantage měla aerodynamické kryty světlometů jako DB4GT. Pět vozů bylo vybaveno motorem GT.
- Series 5 měla karoserii prodlouženou ve prospěch zavazadlového prostoru. Prvních 50 vozů bylo dílem vybaveno standardním motorem, dílem motorem Vantage. Další vozy byly vybaveny pouze motory Vantage, šest mělo navíc motor GT a bylo označeno DB4 Vantage GT.

Od října 1961 vyráběno i provedení Convertible (kabriolet). Prvních 30 vozů byly vozy série 4, z toho 11 bylo vybaveno motory Vantage. Ze série 5 byly odvozeny dvě dávky vozů Convertible, 21 z nich s motory Vantage, 1 s motorem GT. Celkem bylo vyrobeno 70 vozů Convertible. 

## Produkce
Aston Martin DB4 bylo vyrobeno 1110 vozů od října 1958 do června 1963, v 5 sériích: 
- Series 1 – říjen 1958 – únor 1960
- Series 2 – leden 1960 – duben 1961
- Series 3 – duben 1961 – říjen 1961
- Series 4 – září 1961 – říjen 1962
- Series 5 – říjen 1962 – červen 1963